# Корсаковское сельское поселение (Хабаровский край)
Корса́ковское се́льское поселе́ние — муниципальное образование в Хабаровском районе Хабаровского края Российской Федерации. Образовано в 2004 году. 
Административный центр — село Краснореченское.

## Население
| 2010  | 2011  | 2012  | 2013  | 2014  | 2015  | 2016  |
| ----- | ----- | ----- | ----- | ----- | ----- | ----- |
| 3851  | ↗3864 | ↗3944 | ↗3969 | ↗4107 | ↗4148 | ↗4266 |
| 2017  | 2018  | 2019  | 2020  | 2021  | 2024  | 2025  |
| ↗4319 | ↗4362 | ↗4437 | ↗4453 | ↘4398 | ↗4443 | ↗4491 |

## Населённые пункты
В состав поселения входят 4 населённых пункта:
| № | Населённый пункт | Тип  | Население |
| - | ---------------- | ---- | --------- |
| 1 | Корсаково-1      | село | ↘868      |
| 2 | Корсаково-2      | село | ↗279      |
| 3 | Краснореченское  | село | ↗2317     |
| 4 | Рощино           | село | ↗934      |